# مرگ پروکریس
مرگ پروکریس (ایتالیایی: Morte di Procri) که با نام‌های «سوگواری ساتیر بر پیکر نیمف» و «یک موضوع اساطیری» نیز شناخته می‌شود، یک نقاشی پنلی بی‌امضا منسوب به پیرو دی کوزیمو نقاش ایتالیایی دورهٔ رنسانس است که در نگارخانه ملی لندن نگهداری می‌شود.
موضوع و تاریخ خلق نقاشی مورد مناقشه است؛ نامِ «مرگ پروکریس» از قرن نوزدهم به بعد بر روی آن گذاشته شده و ظاهراً برگرفته از یکی از افسانه‌های اُوید در کتاب هفتمِ دگردیسی‌ها است که حکایت مرگ پروکریس در دستان همسرش سفالوس را بازگو می‌کند.
فارغ از ابهام‌های پیرامونِ «مرگ پروکریس»، این نقاشی از محبوب‌ترین آثار دی کوزیمو به‌شمار می‌رود. اروین پانوفسکی مسحور «جاذبهٔ غریب ساطع‌شده از تصویر» بود و دیگران «فضای رازآلودِ بیداری از رؤیا» را در نقاشی ستوده‌اند.